# ヘイゼル・ヒールド
ヘイゼル・ヒールド（Hazel Heald、1895年 - 1961年） は、アメリカ合衆国の女流短編ホラー作家。ヘイズル、ヘーゼルの表記もあり。
マサチューセッツ州に在住していた。ハワード・フィリップス・ラヴクラフトと親しい交流を持っていた弟子のひとりであり、彼の死に際してウィアード・テイルズ誌に追悼文を寄せている。
作品に共通するテーマは「石化」。東雅夫は「“ゴーゴン妄想”とでも呼ぶべき、人が石と化すことの恐怖と魅惑」と表現した。

## 作品一覧
すべてH・P・ラブクラフトとの合作
- 「永劫より」 Out of the Aeons
- 「蝋人形館の恐怖」／「博物館の恐怖」 The Horror in the Museum
- 「墓地に潜む恐怖」 The Horror in the Burying Ground
- 「石像の恐怖」／「石の民」／「石の男」 The Man of Stone
- 「魂を喰う蝿」／「羽のある死神」 Winged Death